# Pruszcz Gdański (comune rurale)
Pruszcz Gdański (ted. Praust) è un comune rurale polacco del distretto di Danzica, nel voivodato della Pomerania. Ricopre una superficie di 142,56 km² e nel 2004 contava 16 260 abitanti. Il capoluogo è Juszkowo.